# Conserverie Gonidec
La Conserverie Gonidec est une des dernières conserveries artisanales de poissons basée à Concarneau.

## Historique
La Conserverie Gonidec est une conserverie artisanale de poissons basée à Concarneau. Dans une période difficile pour les conserveries locales, celle créée par Jacques Gonidec père (†1962) et fils (†1996) commence ses activités en 1959 dans un petit atelier du Passage-Lanriec (Concarneau) en misant sur la qualité de ses produits.
En 1962, Jacques Gonidec fils et sa mère Aimée Gonidec agrandissent l'entreprise avant d'être rejoints en 1965 par Danielle, l'épouse de Jacques. La notoriété de la conserverie grandissant, elle est sollicitée pour participer à divers reportages et émissions tels que "En flânant", animée par Roger Gicquel sur FR3-Ouest, ou encore "La Grande Famille", animée par Michel Denisot et à laquelle participe le chroniqueur Jean-Pierre Coffe sur la chaîne Canal+. La société reçoit en avril 1990 le 1er prix Gault et Millau pour ses sardines à l'huile d'olive,.
En 1995, la société, à nouveau trop à l'étroit, s'installe dans une nouvelle infrastructure moderne dans le quartier du Poteau vert (toujours à Concarneau), dont la direction est confiée à Jacques Gonidec (3e du nom) accompagné par sa mère, Danielle Gonidec.
Sa production est essentiellement faite de conserves de sardines, thons et maquereaux produites de manière artisanale.
C'est une des dernières conserveries traditionnelles ; elles étaient plus de 30 dans les années 1950.
- Chaque année depuis 1996, la société produit une série limitée de boites de conserves reproduisant des peintures tirées de l'univers de la pêche.
- La visite de la sardinerie concarnoise est possible l'été[5].

## L'entreprise
En 2009, l'entreprise a produit environ 6 millions de boîtes et bocaux (correspondant à 1 000 tonnes de produit) pour un chiffre d’affaires de 7,8 millions d’euros et envisage pour l'année 2010, une extension de ses locaux pour répondre à une production croissante dont une partie est exportée jusqu'aux États-Unis. L'extension, qui porte la surface totale du site à 5 000 m2 est inaugurée en septembre 2012.
La plupart des poissons utilisés par la conserverie sont issus de la pêche française. Les sardines en particulier sont pêchées localement et 98 % de celles-ci proviennent de Concarneau, Douarnenez ou Saint-Guénolé. Pour les autres produits, Gonidec privilégie l'Atlantique avec l'île d'Yeu pour le thon blanc ou la côte bretonne pour le maquereau. Suivant la météo ou les saisons, des poissons sont pêchés en Italie, en Écosse ou dans la Manche
Les séquences se déroulant dans une conserverie dans le film Les Seigneurs (film, 2012) ont été tournées en juillet 2011 à la conserverie Gonidec.